# إيلينا فابريزي
إيلينا فابريزي (بالإيطالية: Elena Fabrizi)‏ هي ممثلة إيطالية، ولدت في 17 يونيو 1915 بروما في إيطاليا، وتوفيت بنفس المكان في 9 أغسطس 1993.

## وصلات خارجية
- إيلينا فابريزي على موقع IMDb (الإنجليزية)
- إيلينا فابريزي على موقع ديسكوغز (الإنجليزية)
- إيلينا فابريزي على موقع قاعدة بيانات الفيلم (الإنجليزية)